# フローズン・イン・タイム
『フローズン・イン・タイム』（Frozen in time）は、アメリカのデスメタル・バンド、オビチュアリーによる6作目のスタジオ・アルバム。2005年7月12日にリリースされ、1997年の『バック・フロム・ザ・デッド』以来8年ぶりのアルバムとなり、ギタリストのアレン・ウェストが参加した最後のアルバムとなった。
長年にわたって音楽プロデューサーを務めてきたスコット・バーンズが、このアルバムでバンドと再会したが、リリース後にプロデューサー業を辞めたため、彼と一緒の仕事はこれが最後となった。

## 収録曲
1. レッドネック・ストンプ - "Redneck Stomp" (J・ターディ、D・ターディ、ウェスト) - 3:32
2. オン・ザ・フロア - "On the Floor" (J・ターディ、D・ターディ、ウェスト) - 3:10
3. インセイン - "Insane" (J・ターディ、D・ターディ、ウェスト) - 3:25
4. ブラインドサイデッド - "Blindsided" (J・ターディ、D・ターディ、ウェスト) - 2:56
5. バック・インサイド - "Back Inside" (ペレス、J・ターディ、D・ターディ) - 2:42
6. マインドセット - "Mindset" (J・ターディ、D・ターディ、ウェスト) - 3:54
7. スタンド・アローン - "Stand Alone" (ペレス、J・ターディ、D・ターディ) - 3:44
8. スロウ・デス - "Slow Death" (J・ターディ、D・ターディ、ウェスト) - 3:03
9. ディナイド - "Denied" (ペレス、J・ターディ、D・ターディ) - 3:37
10. ロックジョウ - "Lockjaw" (ペレス、J・ターディ、D・ターディ) - 4:13

## 参加メンバー
- ジョン・ターディ (John Tardy) – ボーカル
- アレン・ウェスト (Allen West) – リード・ギター
- トレヴァー・ペレス (Trevor Peres) – リズム・ギター
- フランク・ワトキンス (Frank Watkins) – ベース
- ドナルド・ターディ (Donald Tardy) – ドラム